# Nilus kochi
Nilus kochi är en spindelart som beskrevs av Roewer 1951. Nilus kochi ingår i släktet Nilus och familjen vårdnätsspindlar.
Artens utbredningsområde är Queensland. Inga underarter finns listade i Catalogue of Life.